# Mikaele Kulimoetoke
Mikaele Kulimoetoke – polityk Wallis i Futuny. Od 26 listopada 2014 do 4 kwietnia 2017 roku pełnił funkcję prezydenta Zgromadzenia Terytorialnego Wallis i Futuny – parlamentu. Należy do innych reprezentantów lewicy (fr. Divers Gauche).